# Tomopterna marmorata
Tomopterna marmorata é uma espécie de anfíbio da família Pyxicephalidae.
Pode ser encontrada nos seguintes países: Botswana, Quénia, Malawi, Moçambique, África do Sul, Zâmbia, Zimbabwe, e possivelmente Namíbia, Essuatíni e Tanzânia.
Os seus habitats naturais são: savanas áridas, savanas húmidas, matagal árido tropical ou subtropical, matagal húmido tropical ou subtropical, rios, rios intermitentes, lagos de água doce intermitentes, marismas de água doce, marismas intermitentes de água doce, terras aráveis, pastagens, áreas de armazenamento de água e lagoas.